# Port lotniczy Shamshernagar
Port lotniczy Shamshernagar (IATA: ZGM, ICAO: VGSH) – port lotniczy położony w miejscowości Shamshernagar, w Bangladeszu.